# Mammillaria klissingiana
Mammillaria klissingiana ist eine Pflanzenart aus der Gattung Mammillaria in der Familie der Kakteengewächse (Cactaceae). Das Artepitheton klissingiana ehrt den Gärtnereibesitzer Carl Ludwig Klissing aus Barth, der die Reisen von Hugo Baum in Mexiko finanzierte.

## Beschreibung
Mammillaria klissingiana wächst einzeln und manchmal verzweigt. Die kugeligen bis kurz zylindrischen Triebe haben einen gerundeten Scheitel. Sie werden bis zu 16 Zentimeter hoch und erreichen dabei einen Durchmesser von 9 Zentimeter. Die Warzen sind gerundet-pyramidal bis konisch geformt. Sie enthalten Milchsaft. Die Axillen sind mit zahlreichen, 1 Zentimeter langen Borsten versehen, die in der Blühzone stärker wollig werden. Die 2 bis 4 Mitteldornen sind pfriemlich, weiß mit einer dunkelbraunen Spitze und 0,2 Zentimeter lang. Die 30 bis 35 Randdornen sind ausgebreitet, gerade, weiß und bis zu 0,5 Zentimeter lang.
Die rosa farbenen Blüten sind bis zu 1 Zentimeter lang und messen 0,8 Zentimeter im Durchmesser. Die keuligen Früchte sind 0,5 bis 0,6 Zentimeter groß. Sie enthalten dunkelrötlich-braune Samen.

## Verbreitung, Systematik und Gefährdung
Mammillaria klissingiana ist in den mexikanischen Bundesstaaten Tamaulipas bei Ciudad Viktoria und Calabazos (870–2300 Meter hoch), in Nuevo León und in San Luis Potosí verbreitet.
Die Erstbeschreibung erfolgte 1927 durch Friedrich Bödeker.  Ein nomenklatorisches Synonym ist Neomammillaria klissingiana (Boed.) Y.Itô (1981).
In der Roten Liste gefährdeter Arten der IUCN wird die Art als „Least Concern (LC)“, d. h. als nicht gefährdet geführt.

## Nachweise